# Batalha de Mława
A Batalha de Mława, também conhecida como a defesa da posição Mława, realizou-se a norte da cidade de Mława no norte da Polónia entre 1 de setembro e 3 de setembro de 1939. Foi uma das batalhas da abertura da Invasão da Polônia e da Segunda Guerra Mundial. Ela foi travada entre as forças do polonês Exército polonês Modlin sob comando do general Krukowicz-Przedrzymirski e o terceiro exército alemão sob o comando do general Georg von Küchler.